# Мазанов, Виктор Георгиевич
Ви́ктор Гео́ргиевич Маза́нов (род. 8 марта 1947, Москва) — советский пловец, двукратный чемпион Европы (1966, 1970), многократный призёр Олимпийских игр (1968, 1972) в эстафетах. Заслуженный мастер спорта СССР (1991).

## Биография
Родился 8 марта 1947 года в семье известного советского футболиста Георгия Мазанова. Начал заниматься плаванием в возрасте 10 лет в ДСО «Буревестник». На протяжении всей спортивной карьеры тренировался под руководством Алексея Корнеева.
Специализировался в плавании на спине и плавании вольным стилем на короткие дистанции. В 1962—1972 годах входил в состав сборной СССР. Выступал на трёх Олимпийских играх. На своей первой Олимпиаде в 1964 году принял участие в трёх видах: эстафете 4×100 метров вольным стилем, плавании на 200 метров на спине и в комбинированной эстафете 4×100 метров, заняв соответственно два шестых и четвёртое место. На следующих Играх, проходивших в 1968 году в Мехико, завоевал серебряную медаль в эстафете 4×100 метров вольным стилем и участвовал в предварительном заплыве комбинированной эстафеты, в финале которой сборная СССР выиграла бронзовые награды. В 1972 году на Олимпийских играх в Мюнхене стал серебряным и бронзовым призёром в эстафетах 4×100 и 4×200 метров вольным стилем.
Также участвовал в трёх чемпионатах Европы. В 1966 году выиграл серебряную медаль в эстафете 4×100 метров вольным стилем и золото в комбинированной эстафете, а в 1970 году в эстафете 4×100 метров вольным стилем завоевал вторую золотую награду континентальных чемпионатов.
В 1974 году окончил Московский энергетический институт. В дальнейшем занимался там преподавательской деятельностью, в 1989 году защитил диссертацию на соискание учёной степени кандидата технических наук.
С 1996 года является членом Российского союза спортсменов, с 2021 года входит в состав бюро его центрального правления. С 2014 года возглавляет общественный совет старейшин Всероссийской федерации плавания.